# ادوين يتفيلد فاي
ادوين يتفيلد فاي (بالإنجليزية: Edwin Whitfield Fay)‏ (و. 1865 – 1920 م) هو لغوي، وعالم لغوي كلاسيكي من الولايات المتحدة الأمريكية ولد في مندن.

## التعليم
تعلم في جامعة جونز هوبكينز.

## مناصب وهيئات
أدار جامعة ميشيغان.